# 手鞠

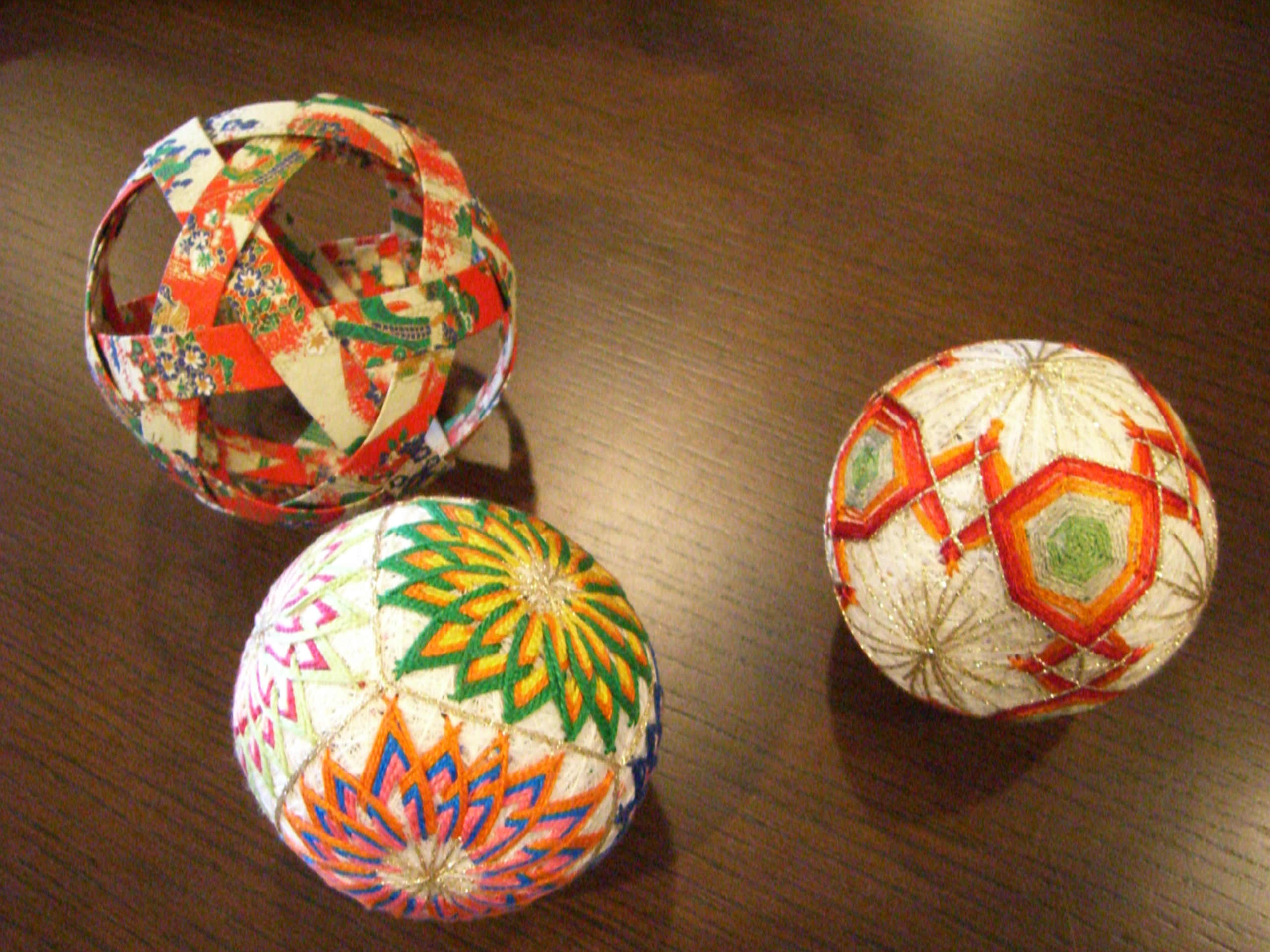
手鞠

手鞠（日语：てまり、手まり）、又稱手毬，起源于中国唐代的蹴鞠，可拿来抛掷把玩。公元7世纪流传至日本，发展成为一种名副其实的艺术形式。由于其漫长的制作过程融入了制作者的心意，也成为一种带来好运和象征幸福的礼物，亦是「新年」的季语。
最初球芯只是纏繞一些線所作出的東西，約16世紀末，球芯換成以棉線作出的高彈性球體，並在上面纏繞彩色絲線形成幾何圖形，所作出的玩具即是手鞠。大小大多是比壘球大，比手球小。
日本的婦女與女孩會在室內與室外遊玩手鞠，在室內玩的時候、有時會跪下身子。手鞠在日本江戶時代中期以後流行，尤其是在元旦當天、日本人特別喜好遊玩手鞠。
由於明治時代中期以後，橡膠變得廉價，一種彈性好的橡皮球（日语：ゴムまり）在日本被視為玩具開始普及，被以用手在地面拍打或丟到空中等方式遊玩。屬於女孩子的玩具，在江戶到明治時期，是元旦時期遊玩的玩具，現在則是一整年都有人玩。

## 日本手鞠協會
1968 年，名譽會長尾崎千代子出版了《手鞠十二月》（暫譯）。深受日本各地喜愛手鞠的人的歡迎。1979 年，日本手鞠協會在東京成立。從那時起，出版了 20 多本書，其中包含來自日本許多地區的傳統手鞠製作技術和設計，以及更新、更現代的手鞠設計，新作品仍在繼續發表。
成立目的：繼承和繼承傳統手鞠工藝，提升其藝術品質，並培養工藝傳統的繼承者。此外，加深會員之間的了解，促進國際交流，支持日本文化。